# トルコ航空278便墜落事故
トルコ航空278便墜落事故は、1994年12月29日にトルコのヴァンで発生した航空事故である。エセンボーア国際空港からヴァン・フェリト・メレン空港へ向かっていたトルコ航空278便（ボーイング737-4Y0）が最終進入中に空港手前の雪山に墜落し、乗員乗客76人中57人が死亡した。この事故は当時、ボーイング737-400で発生した航空事故として最悪のものだった。

## 飛行の詳細

### 事故機
事故機のボーイング737-4Y0（TC-JEP）は、1992年に製造番号26074/2376として製造された。同年9月25日に初飛行を行っており、2基のCFMインターナショナル CFM56-3C1を搭載していた。

### 乗員乗客
事故機には7人の乗員と2人の子供を含む乗客69人が搭乗していた。乗員2人と乗客17人が墜落を生き延びた。

## 事故の経緯
事故当時、吹雪のため視程が300mまで低下していたため、管制官はDME/VOR進入を行わないよう278便に警告していた。しかしパイロットはこれを無視し、進入を継続していた。EET15時30分、278便はヴァン・フェリト・メレン空港から4km手前の標高5,700フィート (1,700 m)の丘に激突した。
この事故は当時、ボーイング737-400で発生した航空事故としては最悪のものだった。2020年5月現在でも、アダム航空574便墜落事故に次いで死者数の多い事故となっている。